# Озу, Адриен
Адриен Озу (фр. Adrien Auzout 28 января 1622 — 23 мая 1691) — французский астроном.

## Биография
Родился в Руане, Франция, старший сын судебного клерка Руана. Где получил образование — неизвестно, возможно обучался в иезуитском колледже. В начале 1640-х годов переехал в Париж, где проявил интерес к астрономии и стал известен в академических кругах.
В 1664—1665 занимался наблюдением комет и сделал несколько предположений относительно вида их орбит (эллиптического или параболического), в чём приобрёл себе соперника, в лице Яна Гевелия.
C 1666 по 1668 был членом Французской академии наук, а также был одним из основателей Французской королевской обсерватории.
В 1666 году был выбран в члены Лондонского королевского общества.
В 1671 году переезжает в Италию, где и проживает ещё 20 лет, до самой смерти в 1691 году в Риме. Об этом его периоде жизни почти ничего не известно.
В честь Адриена Озу был назван лунный кратер.

## Научная деятельность
Озу внёс большой вклад в развитие наблюдений при помощи телескопа, в том числе в усовершенствование нитяного микрометра. Большую часть наблюдений он производил с помощью воздушного телескопа, и высказывался в пользу постройки огромного воздушного телескопа, длиной 1000 футов, который собирался использовать для наблюдений за животными на Луне.
В 1647 году он поставил эксперимент, который продемонстрировал влияние атмосферного давления на показания ртутного барометра.
В 1664 году построил воздушный телескоп длиной 96 метров.
В 1667—1668 годах Адриен и Жан Пикар совместили телескоп с 38-и дюймовым квадрантом. Полученное устройство было использовано для точного определения позиции на земном шаре.

### Научные публикации
- Auzout, A. Lettre de Monsieur Auzout du 17 juin 1665 à Monsieur Petit (touchant le chemin du premier comète). — Париж, 1665.
- Auzout, A. Lettre à Monsieur l'Abbé Charles sur le "Ragguaglio di due nove osservationi, etc." da Giuseppe Campani, avec des remarques où il est parlé des nouvelles découvertes dans Saturne et dans Jupiter et de plusieurs choses curieuses touchant les grandes lunetes etc. par Adrien Auzout. — Париж: Cusson J., 1665. — 56 p.
- Auzout, A., Hooke R., Oldenburg H. Réponse de Monsieur Hook aux considerations de M. Auzout. Contenue dans vne lettre écrite à l'auteur des Philosophical Transactions [i.e. Henry Oldenburg, et quelques lettres écrites de part & d'autre sur le sujet des grandes lunetes. Traduite d'anglois]. — Париж: Cusson J., 1665. — 36 p.
- Auzout, A. Extrait d'une lettre de M. AUZOUT, du 28 décembre 1666, à M. Oldembourg, ... touchant la manière de prendre les diamètres des planètes ... - Manière exacte pour prendre le diamètre des planètes … — Париж: Iean Cusson, 1667. — 15 p.
- Auzout, A. Du Micromètre (et aussi, dans les Divers ouvrages de M. Picard, Mesures prises sur les originaux et comparées avec le pied du Chastelet de Paris, par M. Auzout.). — 1693.
- Auzout, A., Picard J., Richer J., Rømer O.C., Mortier, Pieter (II, Amsterdam). Ouvrages de mathématique / Observations astronomiques et physiques faites en l'isle de Cayenne / par M. Richer. Du micrometre / par M. Auzout. De crassitie tuborum ; Experimenta projectionis gravium / auctore D. Romer. — Амстердам: Pierre Mortier, 1736. — Vol. 3. — (Mémoires de l'Académie Royale des Sciences depuis 1666 jusqu'à 1699).